# Aaron Lennon
Aaron Justin Lennon (n. 16 aprilie 1987, Leeds, Anglia, Regatul Unit) este un fost jucător de fotbal englez.

## Palmares

### Club
- Carling Cup: 2007–08
- Premier League Asia Trophy: 2010

### Individual
- PFA Fans' Player of the Month: martie 2009
- Tottenham Hotspur Football Club 'Player Of The Year': 2008–09
- Tottenham Hotspur Football Club 'Young Player Of The Year': 2005–06, 2008–09
- Tottenham Hotspur Football Club 'Moment Of The Year': 2008–09 (pentru golul egalizator vs Arsenal în egalul dramatic 4 - 4.)
- PFA Young Player of the Year (nominalizat): 2005–06, 2006–07, 2008–09